# ماجراهای تن‌تن اثر هرژه
ماجراهای تن‌تن اثر هرژه (فرانسوی: Les Aventures de Tintin, d'après Hergé‎) نخستین مجموعه پویانمایی تلویزیونی ساخته شده بر پایه کتاب‌های مشهور کمیک، ماجراهای تن‌تن و میلو نوشته هرژه است. این مجموعه توسط کمپانی بلویزیون استودیوز ساخته و برای نخستین بار در سال ۱۹۵۷ پخش شد. پس از ساخت ماجراهای دو کتاب به‌صورت سیاه و سفید، هشت کتاب دیگر به صورت رنگی، هر کدام در مجموعه‌ای از چندین قسمت ۵ دقیقه‌ای ساخته شدند. در مجموع ۱۰۳ قسمت (۱۲ قسمت سیاه و سفید و ۹۱ تا رنگی) ساخته و پخش شد. این مجموعه به کارگردانی ری گوسنز و نوشتهٔ هنرمند کمیک، گرِگ، کسی که بعدها ویراستار مجله تن‌تن شد، بود. همچنین تهیه‌کنندگی آن را ریموند لبلانک، همان کسی که بلویزیون و مجله تن‌تن را راه‌اندازی کرد، بر عهده گرفت.این سریال دارای ۷ فصل و ۱۰۲ قسمت کوتاه بود.قبل از انقلاب از سازمان رادیو تلویزیون ملی ایران پخش شده است. 

## فصل ها
- ۱:روی ماه قدم گذاشتیم (تحت عنوان هدف کره ماه)
- ۲:خرچنگ پنجه‌طلایی
- ۳:راز اسب شاخدار
- ۴:گنج های راکهام سرخ
- ۵:ستاره اسرارآمیز (تحت عنوان ستاره دنباله دار)
- ۶:جزیره سیاه
- ۷:ماجرای تورنسل (تحت عنوان پرونده تورنسل)

## شخصیت ها

### اصلی
- تن تن (فصل ۱-۷)
- میلو (فصل ۱-۷)
- کاپیتان هادوک (فصل ۱-۷)
- تامسون و تامپسون (فصل ۱-۷)

### مکمل
- پروفسور تورنسل (فصل ۴،۱-۷)
- مکس پرنده (فصل ۳ و ۴ )
- نستور (فصل ۳ و ۴ )

### مهمان
- آقای باکستر (فصل ۱)
- دکتر مولر (فصل ۶)
- جیم پرنده (فصل ۳)
- بیانکا کاستافیوره (فصل ۷)
- فرانک ولف (فصل ۱)
- سرهنگ جورگن (فصل ۱)
- ایوان (فصل ۶)
- آلن (فصل ۲)
- عمر بن سعید (فصل ۲)
- پوشوف (فصل ۶)
- بوهل وینکل (فصل ۵)
- سرهنگ اسپونز (فصل ۷)
- پروفسور بِرِتزِل (فصل ۷)
- راکهام سرخ پوش (فصل ۳)
- سر فرانسیس هادوک (فصل ۳)
- خرابکار (فصل ۵)
- قبیله آرومبایا (فصل ۴)
- دستیارِ مکس پرنده (فصل ۴)